# Vértesacsa
Vértesacsa è un comune dell'Ungheria di 1.783 abitanti (dati 2001). È situato nella contea di Fejér.